# 布赖恩·夏默
布赖恩·夏默（英語：Brian Shimer，1962年4月20日—），美国男子雪车运动员。他曾代表美国参加1988年、1992年、1994年、1998年和2002年冬季奥林匹克运动会雪车比赛，其中2002年冬季奥运会获得一枚铜牌。